# Жаманалаколь
Жаманалаколь (устар. Жаман-Алаколь, каз. Жаман-Алакөл) — озеро в районе Беимбета Майлина Костанайской области Казахстана. Находится в 9 км к юго-востоку от железнодорожной станции Баталы.
По данным топографической съёмки 1958 года, площадь поверхности озера составляет 8,95 км². Наибольшая длина озера — 3,4 км, наибольшая ширина — 3,4 км. Длина береговой линии составляет 14,4 км, развитие береговой линии — 1,35. Озеро расположено на высоте 206,4 м над уровнем моря.